# Ostatnie chwile Ferdynanda IV Pozwanego

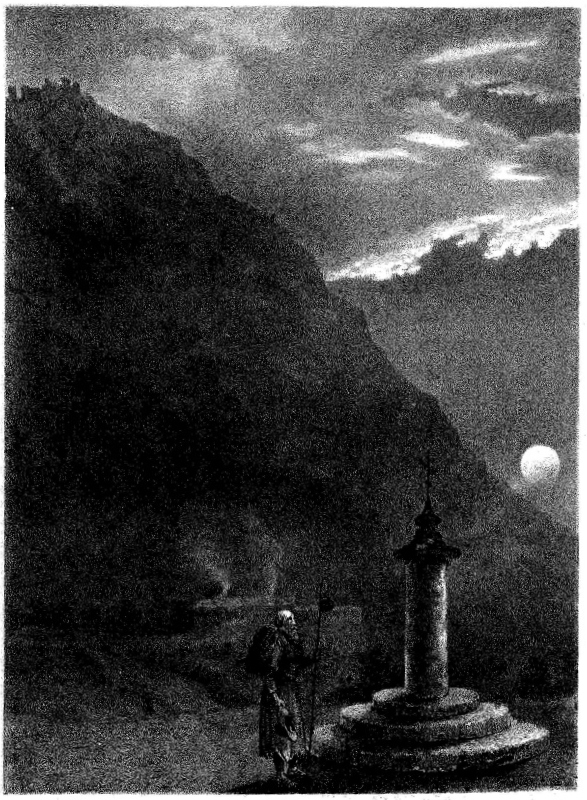
Szczyt La Peña de Martos, z którego zrzucono braci Carvajal oraz ich nagrobek La Cruz del Lloro (Krzyż płaczu)

Ostatnie chwile Ferdynanda IV Pozwanego (hiszp. Últimos momentos de Fernando IV el Emplazado lub Los Carvajales) – obraz olejny hiszpańskiego malarza José Casady del Alisala przedstawiający Ferdynanda IV Pozwanego, króla Kastylii i Leónu, na łożu śmierci. 
Ferdynand IV Pozwany był królem Kastylii i Leónu w latach 1295–1312. Zmarł w Jaén 7 września 1312, bez świadków, co jest niezwykłe w przypadku monarchy. Przydomek Pozwany, który otrzymał pośmiertnie, wiąże się z legendą powstałą wokół jego tajemniczej śmierci. 

## Legenda –Los Carvajales
Kroniki z epoki opisują, że w czasie pobytu w Palencii, król został poinformowany o śmierci swojego faworyta, rycerza Juana de Benavides. Został on zamordowany nocą przez uzbrojonych mężczyzn. Za sprawców natychmiast, na podstawie wcześniejszych wydarzeń, uznano dwóch rycerzy zakonu Kalatrawy braci Pedra i Juana Carvajal. W 1310 roku doszło do konfrontacji wpływowych szlacheckich rodzin Carvajales i Benavides. Bracia Carvajales zarzucili Benavidesowi poważny afront i wyzwali go do walki, którą ostatecznie przegrali, okrywając się jeszcze większą hańbą. 
W sierpniu 1312, przekonany o winie braci, król udał się z Jaén do pobliskiej miejscowości Martos, gdzie odnalazł i aresztował braci Carvajal. Zostali skazani na śmierć, a ich zapewnienia o niewinności i lojalności wobec króla nie zostały wysłuchane. Zamknięto ich w żelaznej klatce, a następnie zrzucono ze szczytu Peña de Martos. Wielka Kronika Alfonsa XI informuje, że wyrok wykonano 7 sierpnia 1312. Przed straceniem bracia Carvajal pozwali króla, aby za 30 dni stawił się przed obliczem Boga, który sprawiedliwie osądziłby ich trzech. W ten sposób król miał odpowiedzieć przed Bogiem, a w razie winy, sam ponieść śmierć. Ferdynand IV zmarł dokładnie miesiąc później, dnia 7 września, kiedy upływał termin wyznaczony przez braci.
Historyk i archeolog Francisco Simón y Nieto pochodzący z Palencii uważał, że przyczyną śmierci króla był prawdopodobnie zakrzep, ale mógł to być także krwotok mózgowy, ostry obrzęk płuc, dusznica, zawał mięśnia sercowego, udar mózgu itp.

## Opis obrazu
Płótno przedstawia komnatę, w której Ferdynand IV ułożył się do snu. Leżącemu w łóżku królowi ukazują się duchy braci Carvajal. Młody król (w chwili śmierci miał dwadzieścia sześć lat) ubrany jest w czerwoną tunikę, kontrastującą z bielą poduszki i prześcieradła oraz żółcią koca. Ma na sobie pas rycerski, a miecz ozdobiony herbem królestwa Kastylii i Leonu stoi oparty o przykryty czerwonym płótnem stolik, na którym leży także królewska korona. Teatralny gest rozpaczy i cierpienia zapowiada nieuchronną śmierć króla.
Nad królewskim łożem stoją duchy braci Carvajal. Mężczyźni są ubrani w białe szaty ozdobione krzyżem liliowym, symbolem zakonu Kalatrawy, do którego należeli. Jeden z braci, patrząc na króla, uniesioną w górę ręką wskazuje na niebo. Daje mu w ten sposób znać, że za chwilę umrze i zostanie osądzony przez Boga. Drugi wskazuje królowi trzymaną w ręce klepsydrę, dając mu do zrozumienia, że wyznaczony termin trzydziestu dni właśnie dobiega końca.

## Analiza
Jest to pierwszy obraz o tematyce historycznej namalowany przez Casadę del Alisala, który później wyróżniał się w tej dziedzinie. Kompozycja jest prosta, uwagę zwraca akademickie przedstawienie anatomii braci. Ich twarze są surowe, lecz nie ma w nich okrucieństwa. Malarz Vicente Palmaroli, który mieszkał razem z Casadą w czasie jego stypendium w Rzymie, miał pozować do obrazu jako jeden z braci Carvajal. 
Pomimo że kroniki z epoki opisują, że Ferdynand IV przed śmiercią ułożył się do snu, Casado del Alisal nie namalował króla w nocnym stroju, ale w płaszczu, butach i rycerskim pasie. Król jest w ten sposób „ubrany na śmierć”, gdyż w przeciwnym razie efekt wizualny obrazu byłby znacznie mniejszy. Jest to typowy zabieg w malarstwie romantycznym, przez który wprowadza się element tragiczny i podkreśla biografię umierającej osoby.
Wizerunek Ferdynanda IV był krytykowany jako zbyt tragiczny, przesadzony, ze względu na wykrzywioną minę i lewą rękę chwytającą poduszkę. Kolorystyka obrazu ujawnia wpływ malarza Federico Madrazo.

## Proweniencja
W 1860 Casado del Alisal przedstawił obraz na Krajowej Wystawie Sztuk Pięknych, za który otrzymał medal I klasy. W tym samym roku obraz został zakupiony przez państwo i włączony do zbiorów Prado. Od 1881 jest eksponowany w Pałacu Senackim w Madrycie. Szkic przygotowawczy do tego dzieła jest przechowywany w zarządzie prowincji Palencia.